# 蒂耶拉什地区莫尔尼
蒂耶拉什地区莫尔尼（法語：Morgny-en-Thiérache，法語發音：[mɔʁɲi ɑ̃ tjeʁaʃ]），或纯音译作莫尔尼昂蒂耶拉什，是法国上法蘭西大區埃纳省的一个市镇，属于韦尔万区。

## 地理
蒂耶拉什地区莫尔尼（49°45'34"N, 4°4'40"E）面积6.99 平方千米，位于法国上法蘭西大區埃纳省，该省份为法国北部内陆省份，北起北部省，西接索姆省和瓦兹省，东临阿登省和马恩省，西南至塞纳-马恩省，东北部与比利时接壤。
与蒂耶拉什地区莫尔尼接壤的市镇（或旧市镇、城区）包括：阿尔雄、屈里莱西维耶、达尼朗贝西、多利尼翁、雷讷瓦勒、圣克莱芒、圣热讷维耶沃。

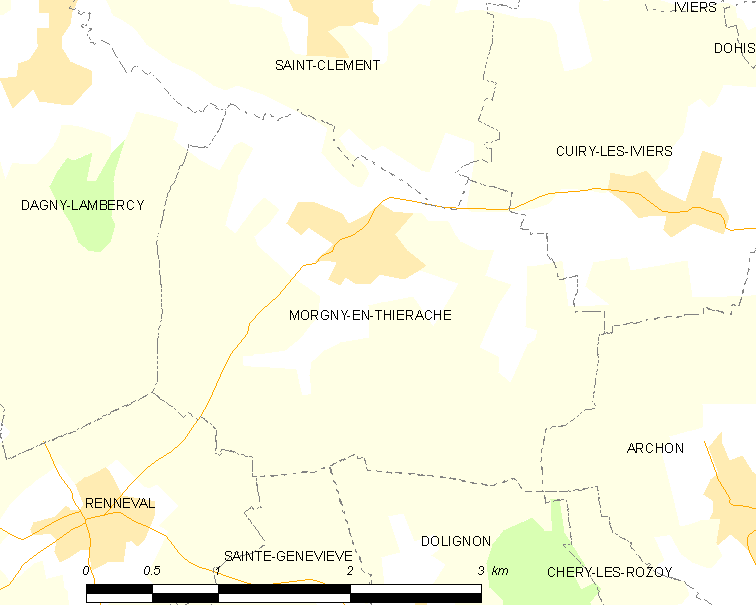
蒂耶拉什地区莫尔尼的OSM定位图

蒂耶拉什地区莫尔尼的时区为UTC+01:00、UTC+02:00（夏令时）。

## 行政
蒂耶拉什地区莫尔尼的邮政编码为02360，INSEE市镇编码为02526。

## 政治
蒂耶拉什地区莫尔尼所属的省级选区为韦尔万县。

## 人口

1962-2008年间蒂耶拉什地区莫尔尼人口变化图示

蒂耶拉什地区莫尔尼于2022年1月1日时的人口数量为107人。